# Monasterio de San Bartolomé (Lupiana)
El monasterio de San Bartolomé de Lupiana es un monasterio jerónimo situado en la localidad alcarreña de Lupiana en la provincia castellana de Guadalajara, en España. Fue en este monasterio donde nació el germen de la Orden de San Jerónimo. Su construcción como monasterio propiamente dicho comenzó en el año 1374 sobre una ermita ya existente dedicada a San Bartolomé, que databa de 1330.
El edificio, que fue declarado Monumento histórico-artístico perteneciente al Tesoro Artístico Nacional mediante decreto de 3 de junio de 1931, actualmente está considerado Bien de Interés Cultural.

## Historia del monasterio
Este monasterio es la casa madre de la Orden de San Jerónimo, fundado gracias a Pedro Fernández Pecha y Fernando Yáñez de Figueroa, regla que fue aprobada por Gregorio XI en 1373. A partir del siglo XVI el cargo de prior del monasterio de Lupiana está aparejado con el cargo de Superior de la Orden y allí se celebraron los Capítulos Generales cada tres años.
El monasterio se sitúo en una de las laderas del valle del río Matayeguas, en unos terrenos donde había una ermita de San Bartolomé que fue construida por Diego Martínez de la Cámara, pariente de Pedro Fernández Pecha, uno de los fundadores de la Orden. Esta ermita primitiva funcionó como iglesia hasta que fue ampliada a finales del siglo XV y derribada en el siglo XVII para construir la actual iglesia. El monasterio contó con tres claustros, de los cuales han sobrevivido únicamente dos. 

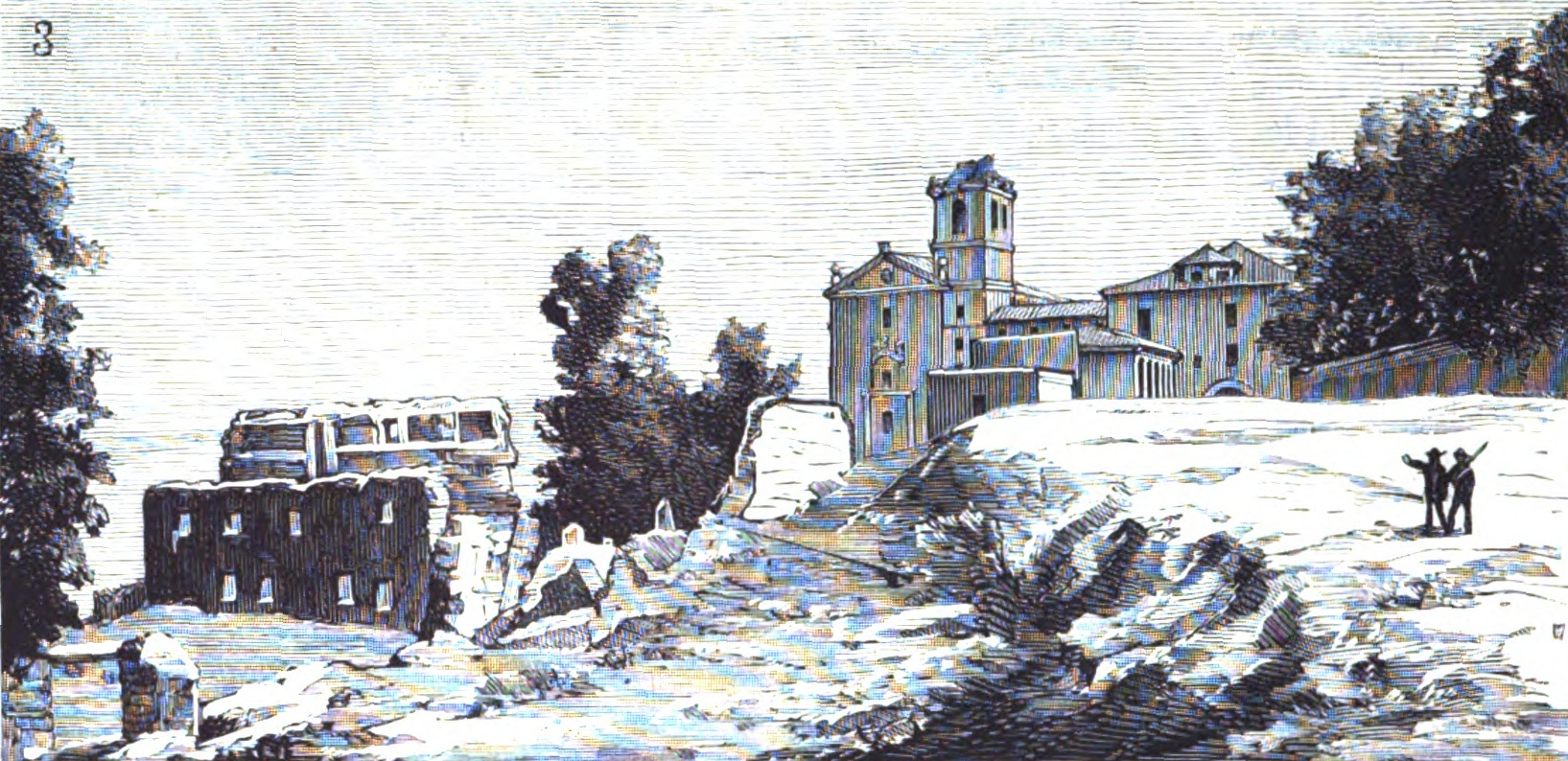
Vista del monasterio en la segunda mitad del

La comunidad sobrevivió a diversos avatares y no le afectó la invasión napoleónica. Sin embargo, su final se precipitó con la desamortización de Mendizábal ya que el 8 de marzo de 1835 los monjes jerónimos abandonaron su monasterio y este pasó a ser propiedad de la familia Páez Jaramillo y luego al marqués de Barzanallana. En todo este periplo el monasterio prácticamente ha quedado en ruina y solamente se conserva el claustro de Covarrubias, los muros y fachada de la iglesia y algunas salas. Actualmente sirve como salón de bodas.

## Complejo monástico

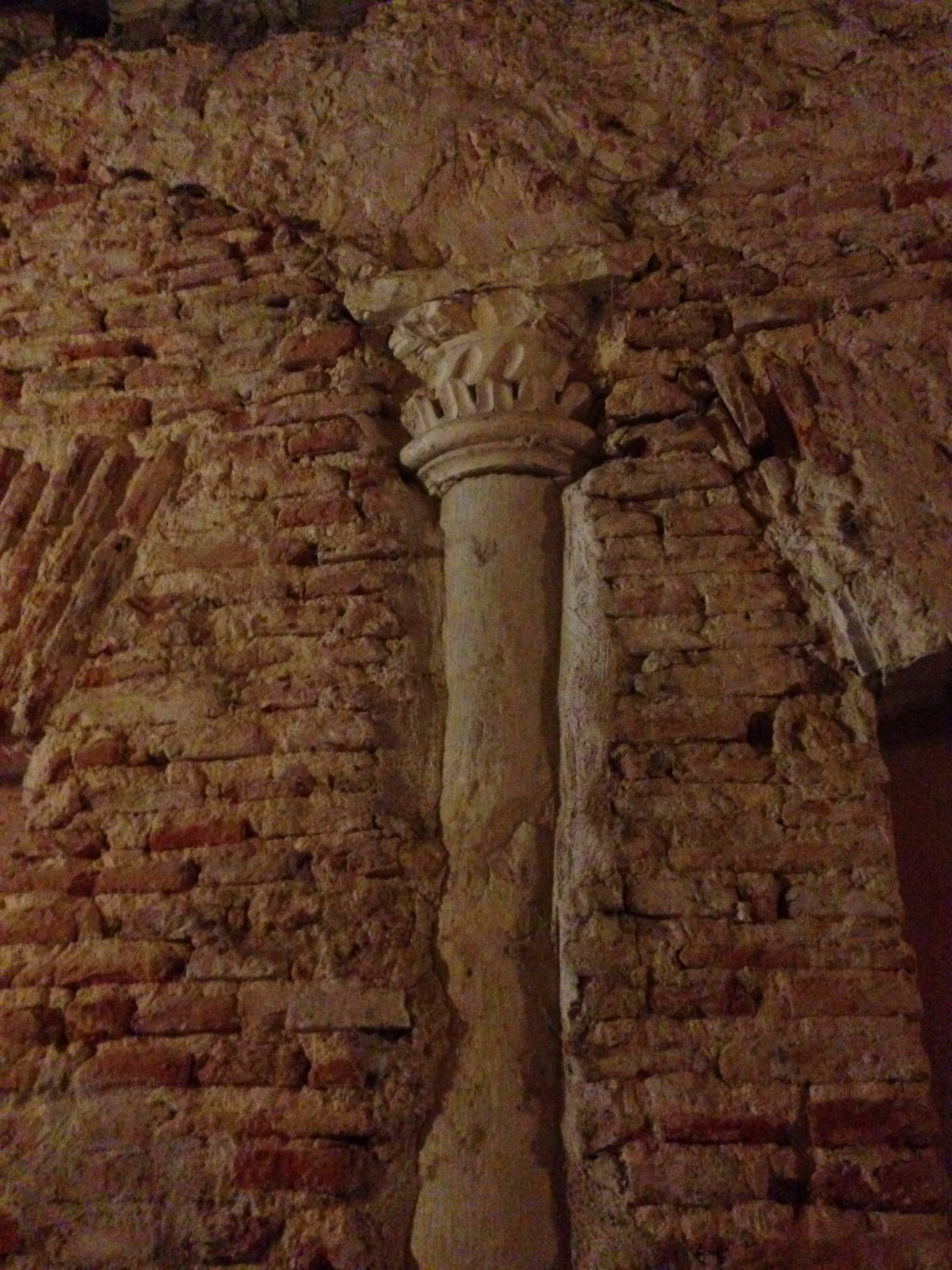
Columna embutida en el muro de ladrillo

### Claustro de los Santos
El primer claustro estuvo situado al sur de la primitiva ermita de San Bartolomé y recibió el nombre de claustro de los Santos porque servía de enterramiento a los monjes. Fue levantado en 1463 por orden del arzobispo Alonso Carrillo de Acuña en tiempos del prior Fray Alonso de Oropesa. Constaba de 70 x 11 pies con doce capillas repartidas en el piso bajo y solo contó con tres pandas para permitir una mayor iluminación. Desconocemos como sería el primer claustro, aunque sí ha llegado hasta nosotros la descripción que hizo Fray José de Sigüenza. Según este «el techo es de artesones dorados y pintados: los antepechos de marmol pardo, aunque no es propiamente marmol, sino una piedra dura y fuerte que tira a color de piçarra, con sus claraboyas de la mejor traza y labor que aquella Architectura moderna heredada de Godos o Moros, sabia». La referencias a las "claraboyas" y la arquitectura "moderna heredada de Godos o Moros" indica que sería un claustro tardogótico con algunas influencias mudéjares. Tuvo el claustro una banda corrida que decía:

ESTE CLAUSTRO FUE MANDADO REEDIFICAR, APOSTAR, E ADORNAR, ALTO E BAXO, EN LA FORMA QUE AGORA ESTÁ A SUS PROPIAS EXPENSAS POR EL MUY REVERENDO E MAGNÍFICO PADRE E SEÑOR DON ALFONSO CARRILLO, ARZOBISPO DE TOLEDO, PRIMADO DE LAS ESPAÑAS E CHANCILLER MAYOR DE CASTILLA, SIENDO PRIOR DE ESTE MONASTERIO EL REVERENDO PADRE F. ALONSO DE OROPESA. AÑO DEL SEÑOR DE M.E CCCC. E LXXII. AÑOS

En 1598 se cerró la última panda donde estarían dos refectorios y unos corredores en el sur conectando con la enfermería. Este claustro se encuentra en un estado de ruina total, no quedando ningún resto de interés.

### Claustro de la Enfermería
Tras el primer claustro se construyó el segundo, el de la Enfermería, y tras ello la duquesa de Arjona, Aldonza de Mendoza, reedificó la iglesia colocando su sepulcro en la nave y mandó realizar la sillería. El claustro se empezó a construir el 13 de diciembre de 1504 cuando el Capítulo del monasterio decide construir una enfermería, y debió finalizarse en 1507. Del claustro solo se llegaron a construir tres de las pandas hasta 1552, dejando una panda abierta para dejar un espacio de acomodo a los enfermos, el llamado «Cuarto Nuevo». El claustro fue embutido en siglos posteriores en una estructura de ladrillo, lo que ha provocado que sea un absoluto desconocido entre los historiadores del arte del renacimiento español. El claustro presenta unos capiteles muy semejantes a los que hay en el palacio de Cogolludo y en el convento de San Antonio de Mondéjar, por lo que probablemente fuese ejecutado por Lorenzo Vázquez de Segovia. El hecho de que en el claustro alto aparezcan capiteles de vasos estriados en horizontal y diagonal hace que la cronología del claustro esté muy cercana a las del palacio de Cogolludo. 

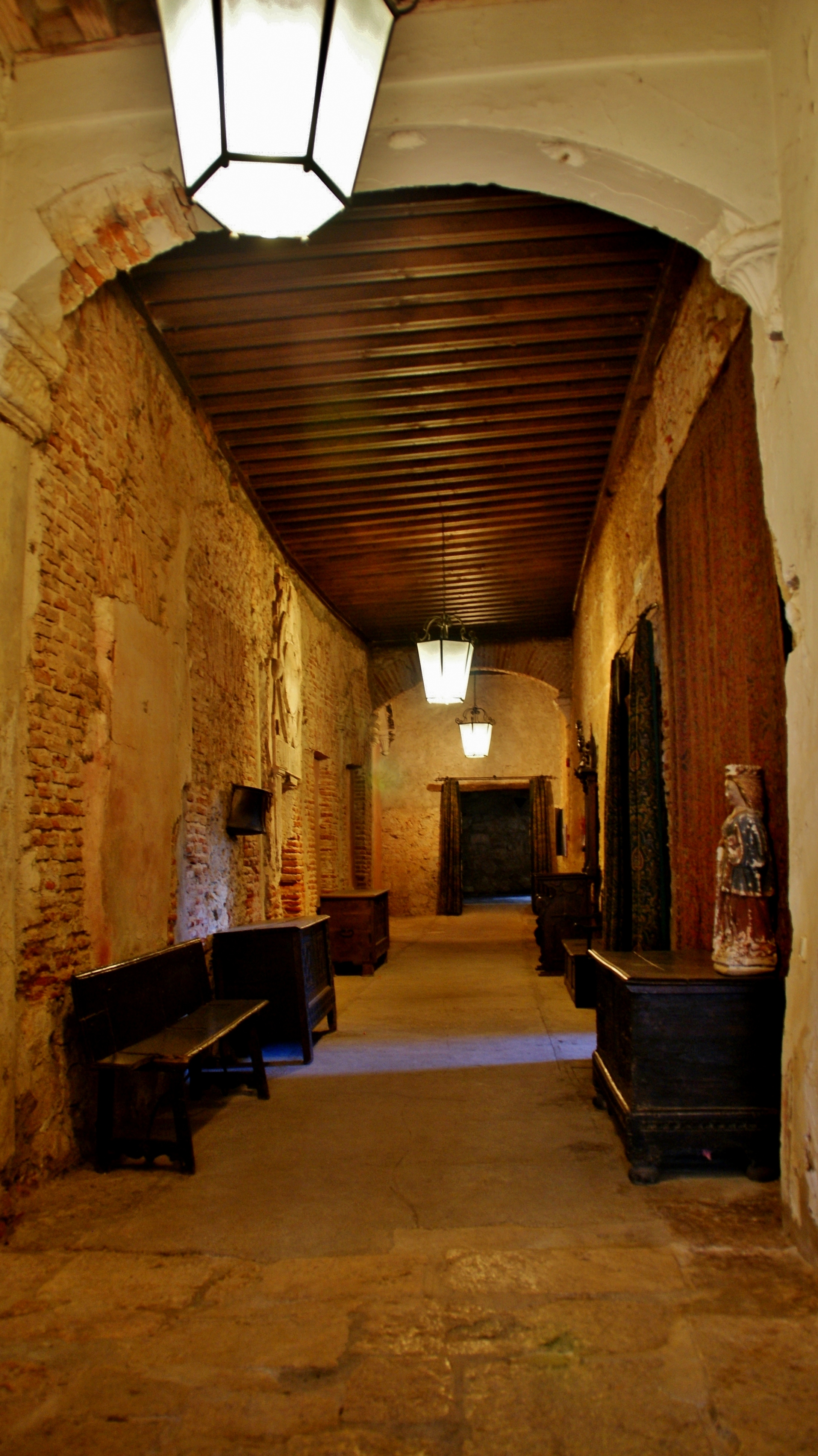
Cerramiento de una de las pandas. Se pueden observar capiteles embutidos en la estructura de ladrillo

La presencia de Lorenzo Vázquez en Lupiana se puede explicar gracias a la conexión entre el monasterio y la familia del cardenal Mendoza. Así su sobrino, D. Antonio de Mendoza, fue quien encargó a Lorenzo Vázquez su palacio en Guadalajara (de cronología similar), y quiso ser enterrado en la capilla mayor de este monasterio. Junto a este claustro se localiza la escalera claustral de tres tramos que servía para comunicar el piso alto de este claustro y el del claustro principal, siendo semejante a la escalera del palacio de Antonio de Mendoza.
Famosa fue su enfermería 

### Claustro Mayor

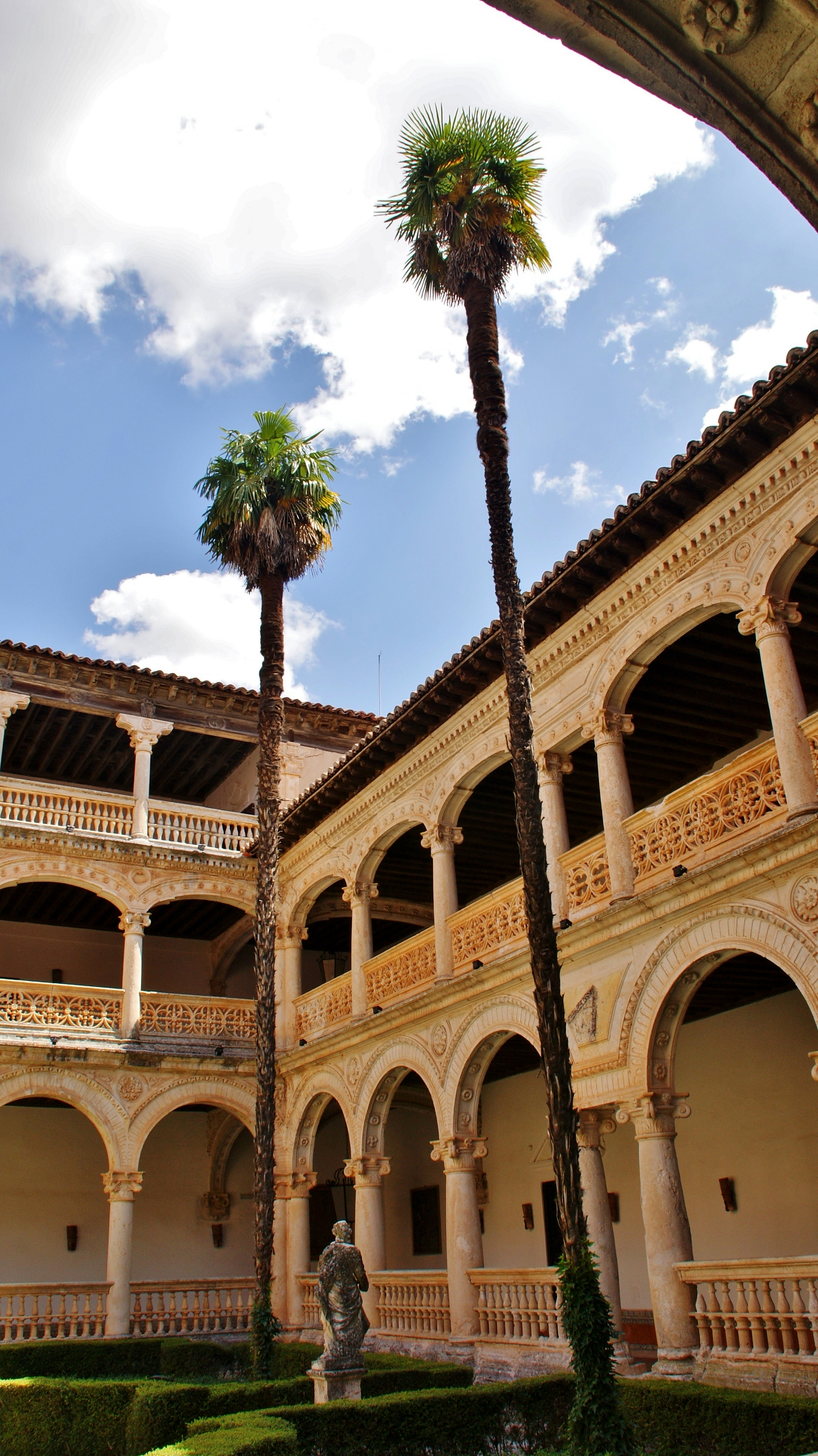
Vista del Claustro Mayor

El último claustro levantado, que es el más conocido y el mejor conservado, es el Claustro Mayor o Claustro Procesional. Consta de planta cuadrada con dos pisos, salvo en una panda que tiene tres, que se articula en la primera planta con arquerías de medio punto decoradas con columnas cuyos capiteles tienen calaveras, grifos, putti, decoración a candelieri, mientras que la arquería superior está formada por arcos mixtilíneos. La primera noticia documental data de 1535, cuando se decide reconstruir un lienzo de un claustro que existió en este lugar desde el siglo XV. Se encargó el proyecto a Juan de Algora, canónigo de la catedral de Sigüenza y maestro de obras del monasterio, por orden del prior fray Pedro de Liaño. 
No obstante, algunos frailes prefirieron, viendo que el proyecto no era viable, llamar a Alonso de Covarrubias para que se encargase del claustro, pese a que el proyecto de Covarrubias no era «tan rico» como el de Algora, lo cual demuestra las inclinaciones artísticas de los frailes, que preferían una obra «al moderno» de Algora, frente a la obra «al romano» de Covarrubias. Es esta panda, la que daba al dormitorio, la que realizaría Covarrubias junto a Hernando de la Sierra. Esta panda contó en origen con cuatro alturas, siendo la última el llamado «corredorcico alto», donde estarían las celdas. Actualmente no ha subsistido, pero debió ser semejante a la tercera altura, es decir, adintelada mediante columnas y zapatas, como así atestiguan ciertos grabados de Genaro Pérez Villamil y Salcedo. El diseño de este claustro recuerda, en algunos aspectos, al claustro del hospital de la Santa Cruz de Toledo (especialmente su caja de la escalera) y al desaparecido patio del Palacio Arzobispal de Alcalá de Henares. Esta coincidencia de diseños viene reforzada porque los tres claustros comenzaron a edificarse el mismo año.
Es muy probable que Covarrubias solo llegase a realizar esta panda del claustro, en primer lugar, porque los capiteles de esta panda son mucho más decorativos que los del resto de pandas, y en segundo lugar, porque posteriormente el Padre Sigüenza nos deja constancia de que se hicieron las otras tres pandas años más tarde: «El General [Fray Juan de Yepes] en su trienio [1599-1601] governó santissimamente, y edificó los tres lienços del Claustro principal de San Bartolomé, con que le dio mucha hermosura, al passo que la mostró a todos, con el exemplo de su vida». El autor de las otras tres pandas, que fueron concluidas a partir de 1601, fue García de Alvarado, un maestro de cantería trasmerano que trabajaría en la obra de El Escorial. La intervención de García de Alvarado se ciñe a emular lo que ya realizó Alonso de Covarrubias en 1535, pero tendría que eliminar gran parte de la talla decorativa que sí poseía la obra de Covarrubias a instancia de la comunidad, para abaratar costes.

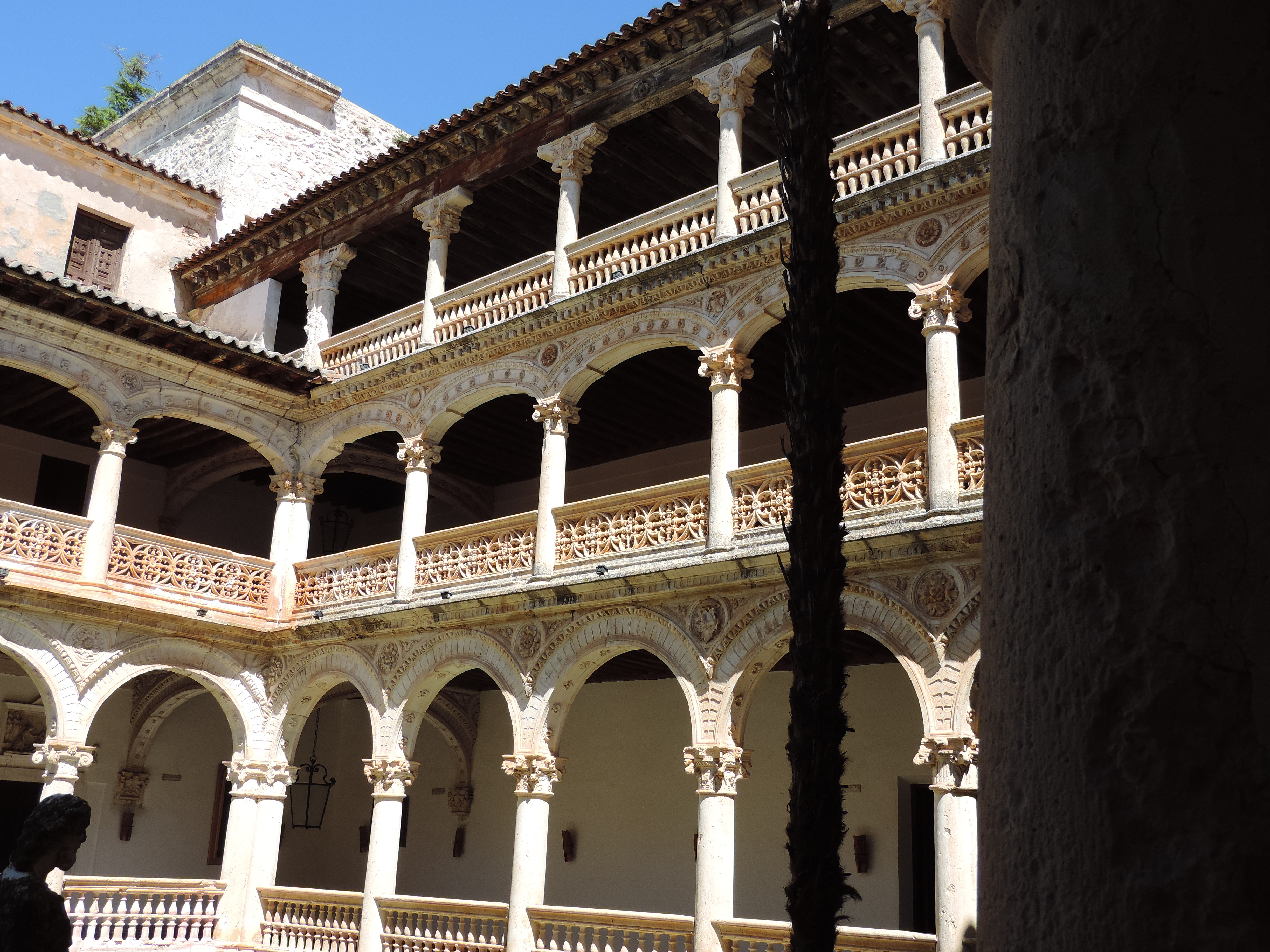
Vista de la panda de Covarrubias
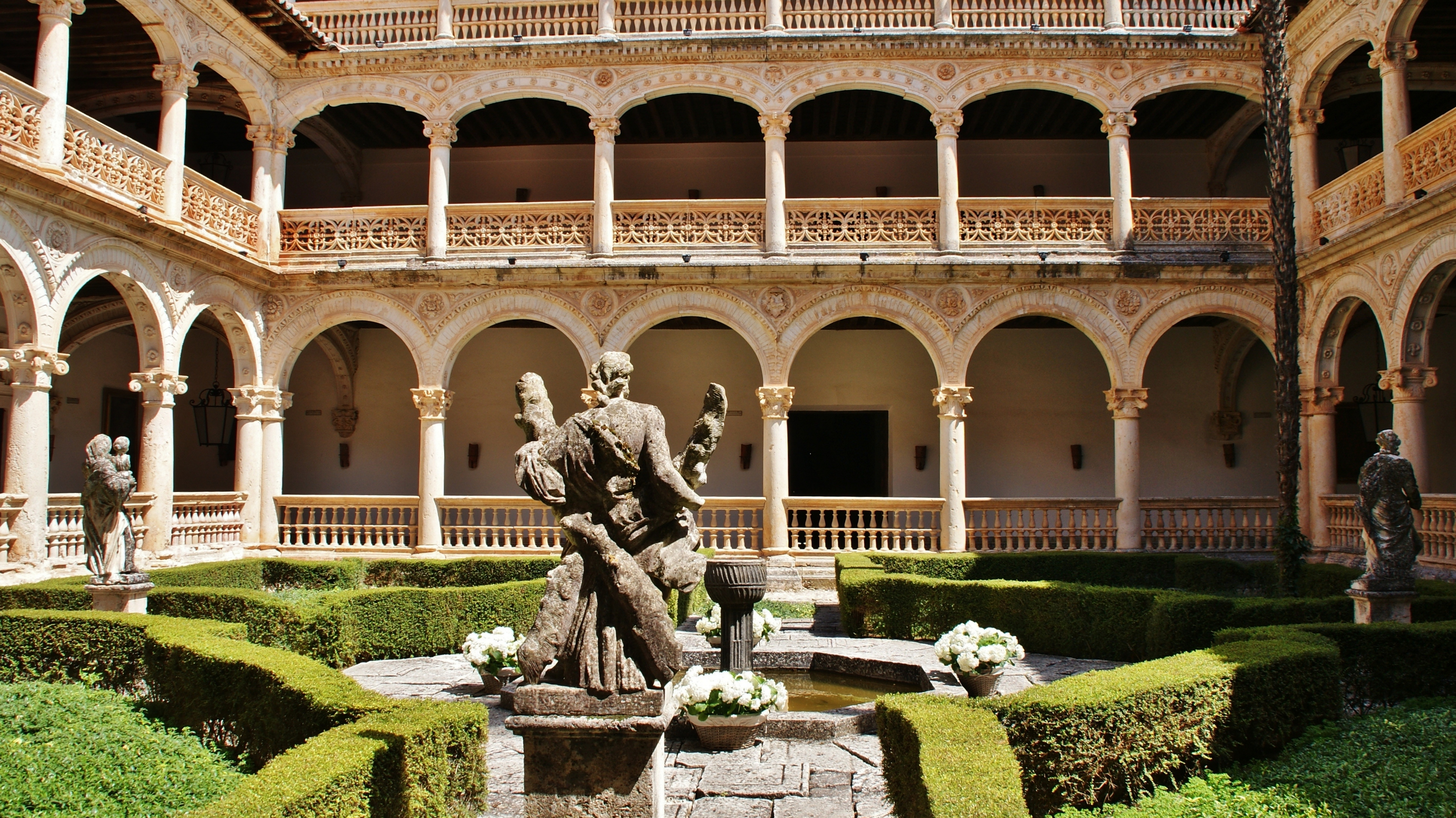
Claustro Mayor o Procesional
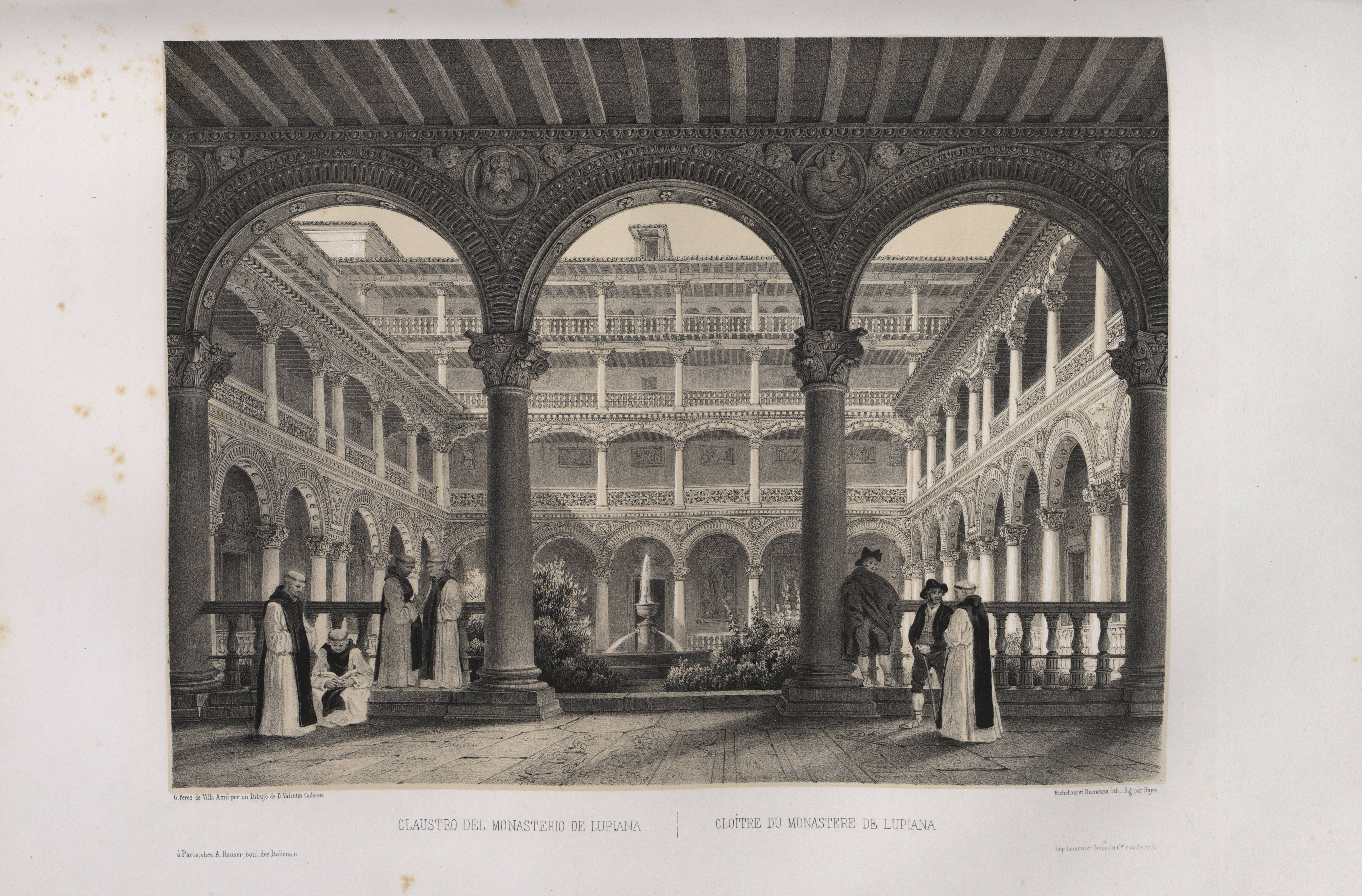
Claustro mayor por Jenaro Pérez Villaamil (1842)
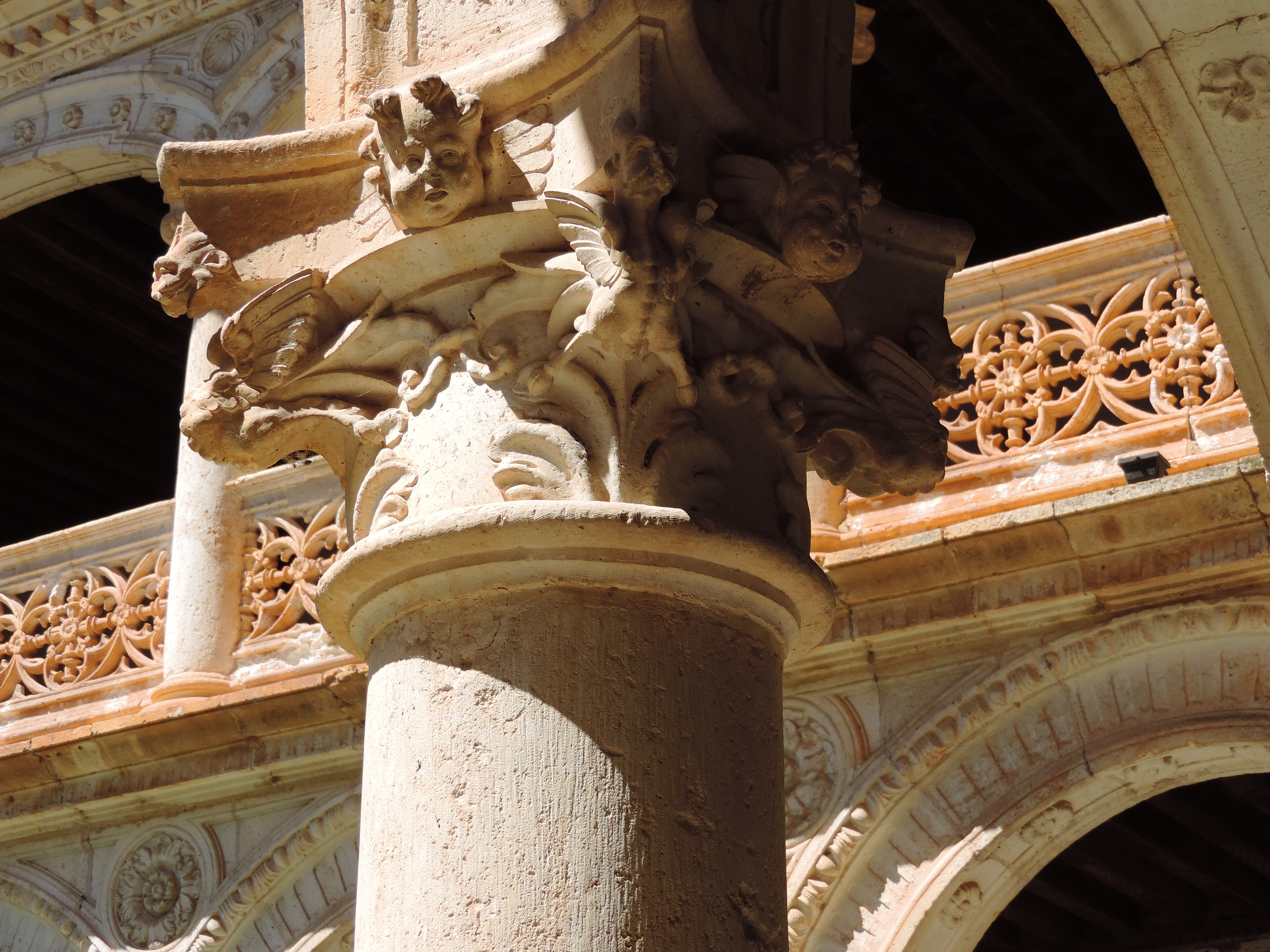
Capitel de Covarrubias

García de Alvarado realizó una copia muy fiel de la obra de Covarrubias, aunque hay detalles que ayudan a diferenciar cada parte: los fustes de Cavarrubias son más estilizados que los de Alvarado, los capiteles de Covarrubias tienen una talla más prolija y con mayor variedad ornamental (bucráneos, calaveras, putti, sirenas, grutescos, etc.) que los de Alvarado (volutas y hojarasca); además, en la panda de Covarrubias hay cuatro tondos con las imágenes de la Virgen con el Niño, San Jerónimo, San Bartolomé, San Pedro y San Pablo, frente a las de Alvarado donde solo hay una gran roseta. Otro elemento diferenciador es que en los lados de Alvarado hay unos pasos al vergel en forma de pseudoserliana, algo que apareció en el Patio de los Evangelistas de El Escorial, donde trabajó precisamente Alvarado.
El claustro debió estar decorado con numerosos retablitos como era costumbre en otros monasterios de la orden como los de Guisando o El Escorial; así sabemos que el 27 de agosto de 1610 los padres capitulares y su general fray Pedro de Santiago decidieron que se quitasen "los ocho retablos de lo baxo del claustro prinçipal y se hiciesen y se pintasen otros con puertas, para que no habiendo cortinas, se goçase dellos al modo de los de San Lorençio..." 

### Iglesia

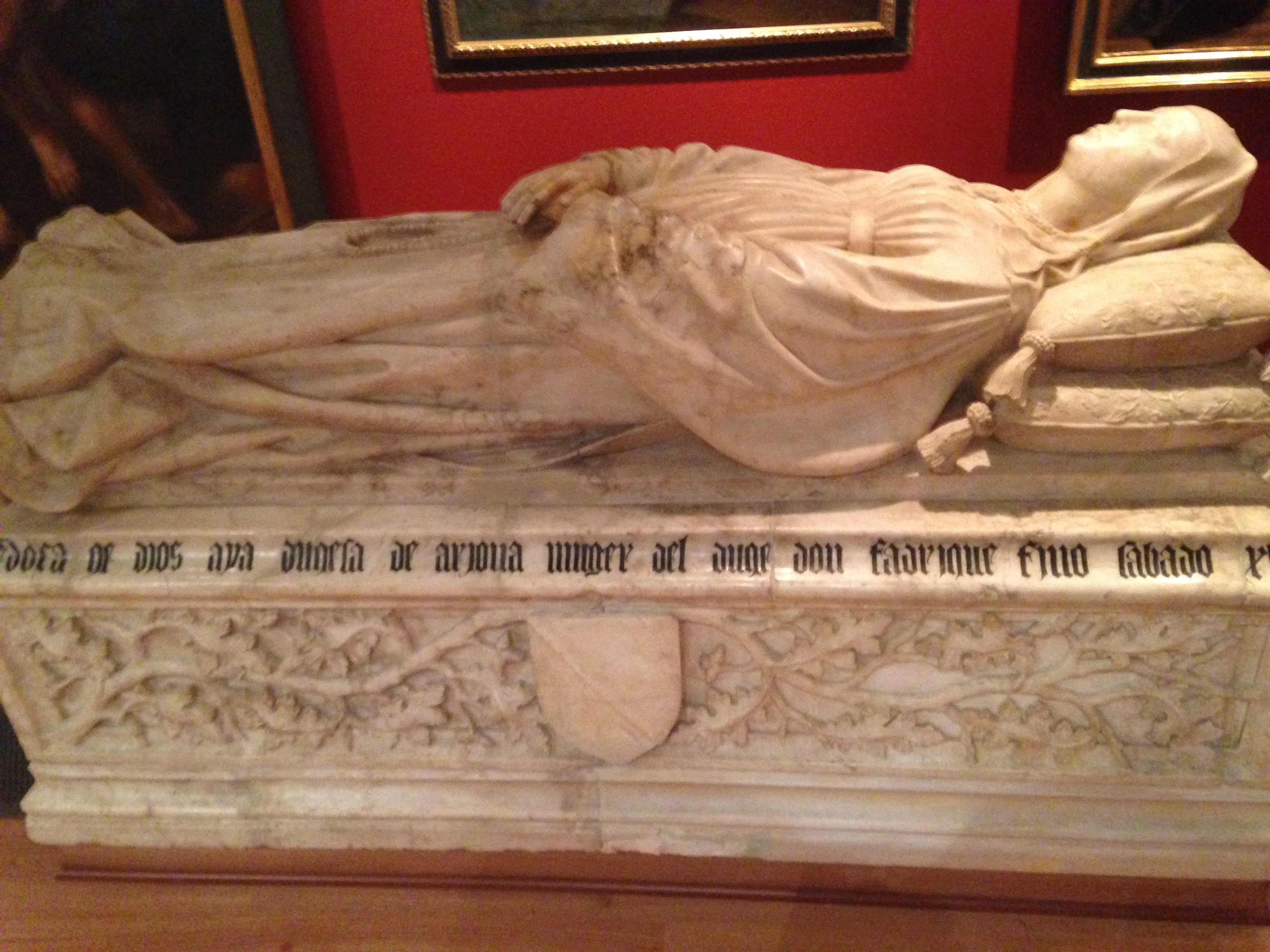
Sepulcro de Aldonza de Mendoza (Museo Provincial de Guadalajara)

El origen de la iglesia conventual no es otro que el de la primitiva capilla que Diego Martínez de la Cámara levantó antes de la creación de la Orden, en honor a San Bartolomé. Cuando Gregorio XI otorgó la bula en 1373 a Pedro Fernández Pecha y Fernando Yáñez de Figueroa, esta capilla se convirtió automáticamente en la iglesia del cenobio. La capilla subsistió y llegó a verla el propio padre Sigüenza, solo que en esos momentos se había convertido en el presbiterio de la iglesia. Y es que en el siglo XV, viendo que la capilla se quedó pequeña, fue ampliada a instancias de la duquesa de Arjona, Aldonza de Mendoza. Según Sigüenza, la ampliación de la duquesa, «dexándola en la medida que agora se conserva», consistió en la prolongación de la nave mediante un artesonado y en el añadido de otras dos capillas más junto al presbiterio. Aldonza de Mendoza pensó en Lupiana como lugar de enterramiento y así lo hizo, encargando un sepulcro gótico exento de alabastro que estaría situado en la última grada del presbiterio. Dicho sepulcro, que ha subsistido, se encuentra actualmente en el Museo Provincial de Guadalajara. La duquesa también fue la que costeó la sillería del coro monástico, una sillería gótica con motivos de tracerías que tras la desamortización se vendió a la parroquia de San Nicolás el Real de Guadalajara, donde hoy se conserva. La sillería sigue un patrón muy usual en las sillerías del siglo XV, siendo muy semejante a la que años después costearía el cardenal Mendoza para la seo seguntina. También consta que la duquesa costeó el primitivo retablo así como una serie de vestiduras litúrgicas, joyas, cruces, cálices y una serie de tapices franceses para adornar el altar. 
Algunas de estas piezas debieron salir tempranamente del cenobio ya que en 1593 se había vendido a la iglesia de Santorcaz (Madrid) una cruz de plata y ébano por 2.600 reales, dinero con el cual se tenía pensado realizar dos retablos colaterales en la iglesia "para tener con más decencia en más lustre las santas reliquias questa casa tiene". La documentación conservada en el Archivo Histórico Nacional demuestra que la movilidad de las obras de arte dentro de los distintos monasterios de la orden debió ser considerable, pues en 1615 se decidió vender estos dos retablos colaterales por "dozientos ducados a los padres" del monasterio de La Espeja (Soria). Las cortinas del retablo mayor también salieron del convento en época indeterminada pero por fortuna se han conservado en la iglesia parroquial de San Bartolomé de Yebes (Guadalajara). Hay numerosos indicios y tradiciones orales que indican que en otras iglesias parroquiales del entorno se habrían depositado tras la desamortización algunas vestimentas litúrgicas como el Terno negro para misa de difuntos de Tomellosa (Guadalajara) o la Manga procesional de Renera (Guadalajara). Famosa fue la botica del monasterio de Lupiana, que contaba con setenta y cinco albarelos en 1835, los cuales fueron vendidos en pública subasta entre los boticarios de Guadalajara y pueblos circundantes. Dos de estos albarelos de cerámica vidriada blanca de Talavera se conservan en el Museo de la Farmacia Hispana de Madrid y presentan una bella decoración en azul aplicada a pincel con la corona imperial decorándolos en su parte superior.

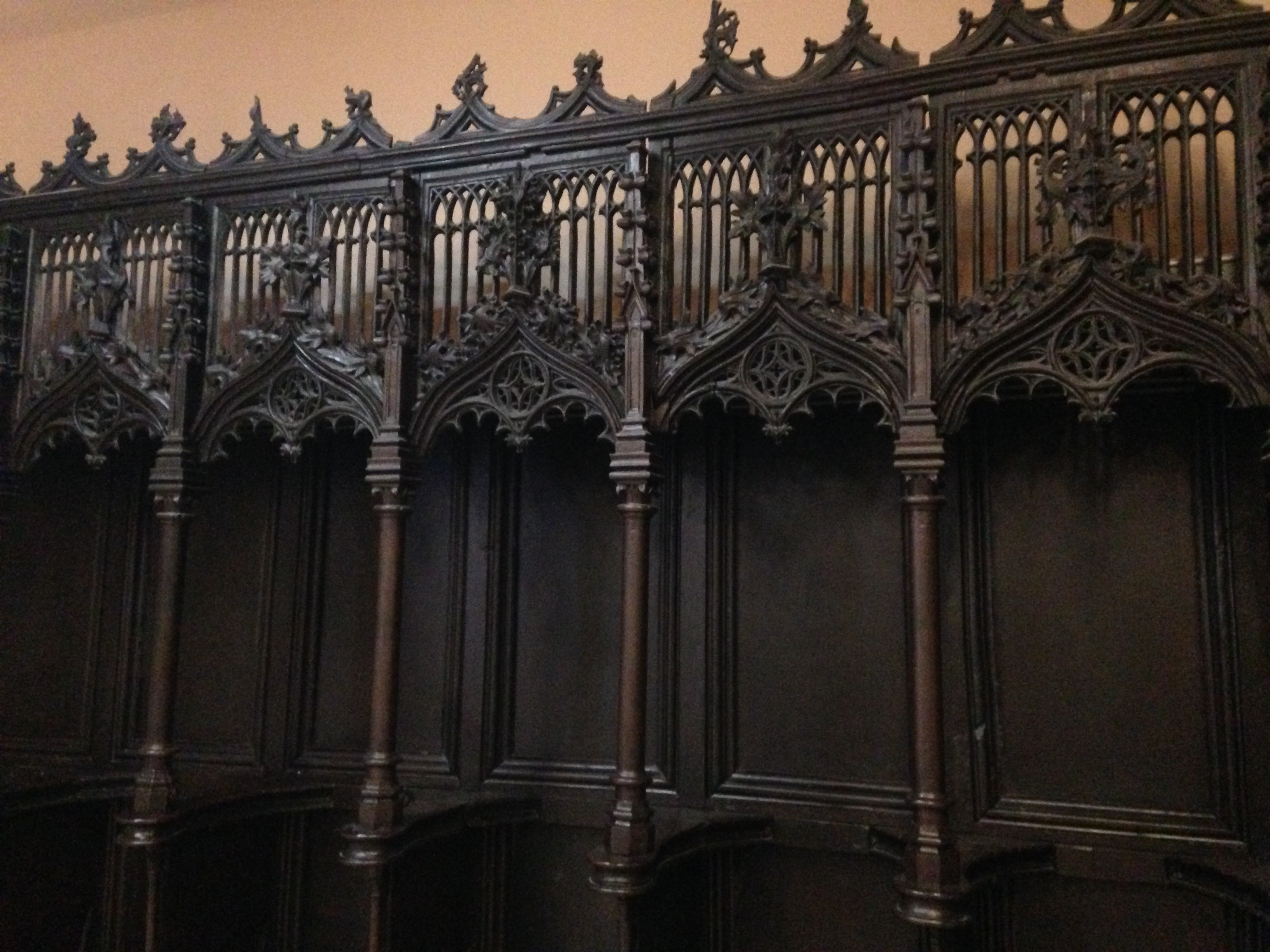
Sillería gótica del monasterio, costeada por la duquesa de Arjona

En 1480 hubo un primer intento de reformar la iglesia que dejó Aldonza de Mendoza. Dichas obras serían auspiciadas gracias a los condes de Coruña, en especial don Lorenzo Suárez de Figueroa quien puso a la capilla mayor del monasterio bajo su patronazgo. Don Lorenzo quiso crear en la capilla mayor un panteón para su familia, tal como indicó en su testamento donde deja instrucciones para que el retablo nuevo sea como el del arcediano de Calatrava de la colegiata de Santa María la Mayor de Valladolid. El conde quiso que la capilla tuviera «alderredor de toda ella un entablamiento con sus ángeles y mis armas y de la condesa mi mujer segund que esta fecho en la iglesia de Nuestra Señora Santa María de fuera de esta çibdad de Guadalajara que el señor cardenal mando faser». Además dejó establecido que en caso de que los frailes no aceptasen la obra, que su hermano, el cardenal, llegase a un nuevo acuerdo. Cuando falleció don Lorenzo su hijo, don Bernardino Suárez de Mendoza, fue el encargado de negociar con los frailes para llevar a cabo el proyecto de su padre. Finalmente el proyecto no salió adelante y años más tarde el panteón de los Condes de Coruña pasó a la iglesia de la Asunción de Torija, donde allí está enterrado don Bernardino Suárez de Mendoza.

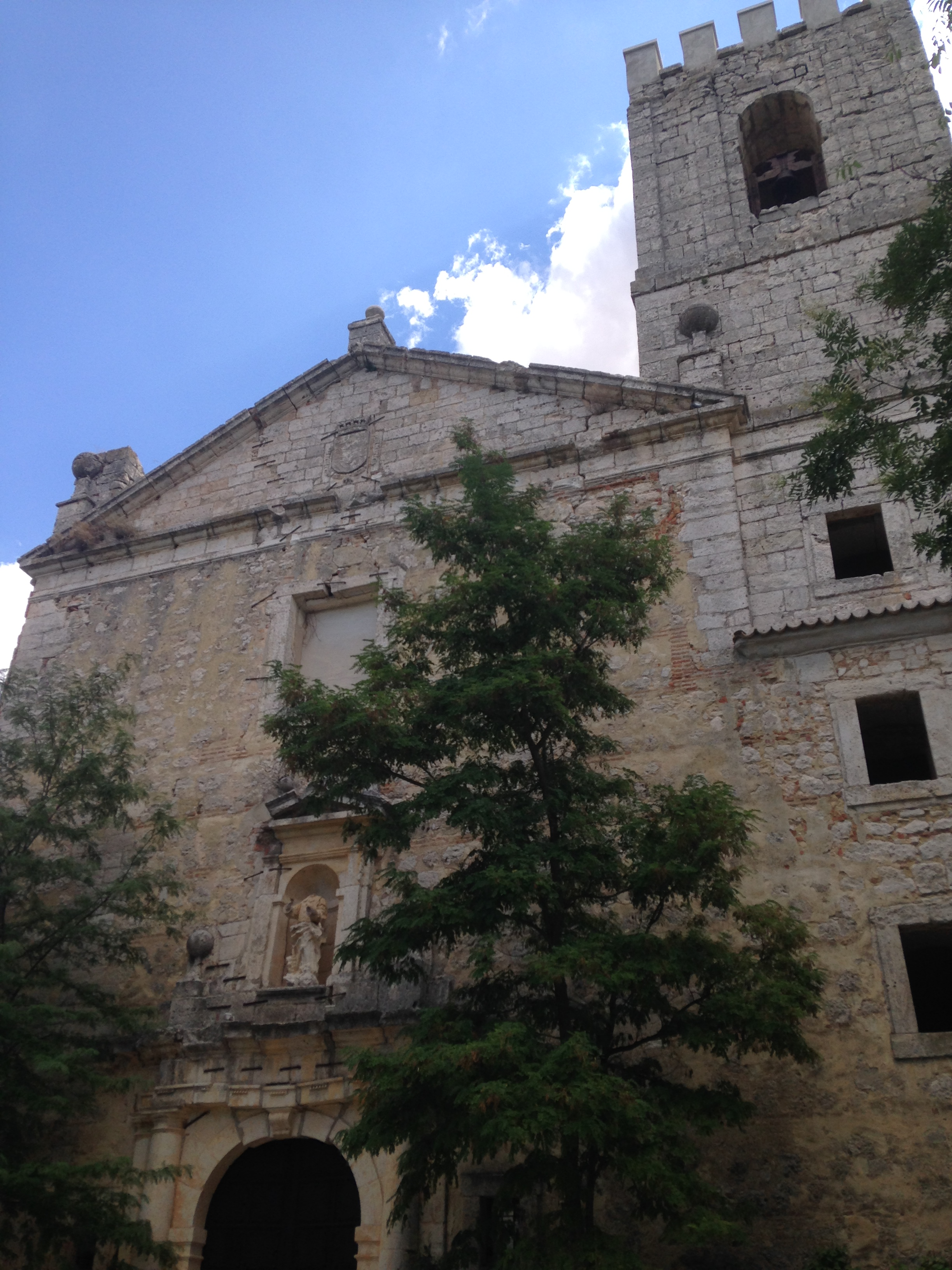
Fachada y torre de la iglesia del Monasterio de Lupiana

En 1520 los frailes de Lupiana intentaron renovar la iglesia que dejó Aldonza de Mendoza, y así el capítulo reunido al efecto el 28 de enero de ese año acordó que «sería bien que la iglesia se començase lo más ayna que ser pudiese en la manera y como ordenase el maestro de Cobarruvias que labra en Çigüença y el maestro Çarça que labra en Guadalupe». Fue, por tanto, voluntad del Capítulo que las obras de la nueva iglesia recayesen en dos artistas importantes del momento como Alonso de Covarrubias y Vasco de la Zarza, los cuales también determinarían una nueva orientación para el templo. Cuando Covarrubias es llamado a Lupiana aún no es más que un joven aprendiz sin mucha trayectoria arquitectónica, por lo que su llamada a trabajar junto a uno de los grandes maestros castellanos como es Vasco de la Zarza, no lo desaprovecharía teniendo en cuenta que el círculo de Enrique Egas ya se le quedaba pequeño. En cuanto al maestro de obras, el Capítulo pensó en la figura del cantero Juan de Álava, muy activo en la zona de Salamanca. Covarrubias y Vasco de la Zarza propusieron una ubicación opuesta a la de la vieja iglesia, es decir, al sur de los claustros, principalmente porque el terreno donde se asentaba la vieja iglesia no era el idóneo al estar muy cerca de la ladera. Sin embargo, en 1525 el recién elegido prior, fray Pedro de León, decide que la iglesia no se construya en ese lugar, para lo cual contó con la ayuda de otros cinco priores de otros monasterios que se encontraban en Lupiana a causa de un Capítulo General de la Orden. Las razones esgrimidas fueron que si la iglesia se construía en ese lugar proyectaría una zona de sombra en los claustro, y principalmente en el de la Enfermería.
Esta decisión propició la demolición de las obras de la nueva iglesia. En años sucesivos los frailes únicamente fueron arreglando problemas de la vieja iglesia, renovando las vidrieras, encargando una reja para el coro y algunos detalles que paliasen el continuo deterioro del edificio. No obstante, en muchas reuniones capitulares se trató el tema de la iglesia como fue el caso de los capítulos de 1526, 1549, 1550 o 1552. En 1569 Felipe II acepta ostentar el patronato de la capilla mayor, por lo que pasaría a ser capilla real. Este hecho quedó unido también a la decisión del rey de crear el Señorío de Lupiana en favor del monasterio, desgajando a Lupiana que hasta entonces pertenecía al Común de Villa y Tierra de Guadalajara y otorgándola el título de villa. 
Poco después las Actas capitulares del monasterio aprueban la propuesta de pintar y dorar el retablo del altar mayor, obra que se habría de financiar con los "quatro çientos ducados que tenía dados a çenso para que con los réditos dellos y de unas casas que su padre le havía dexado se fuese dorando el retablo..." 
No será hasta 1612, casi un siglo después de que se iniciara el primer proyecto, cuando haya una voluntad firme para renovar el templo. Siendo prior fray Alonso de Paredes el asunto se debatió en el capítulo celebrado el 10 de febrero, decidiéndose que la nueva iglesia ocupase el lugar exacta donde estuviese la antigua, encargándose además un nuevo retablo mientras que el antiguo se cedería la parroquia de San Bartolomé de Yebes. La nueva iglesia presenta una estructura de única nave con coro elevado y un altar igualmente elevado mediante una serie de gradas, quedando así a la misma altura. En este momento también se renovó el retablo, cuyo Cristo, del siglo XVII, actualmente está en el cementerio municipal de Guadalajara, y una nueva sillería.
La fachada presenta una típica estructura de iglesia conventual de principios del siglo XVII, rematándose con un frontón con las armas reales y una portada pétrea de arco de medio punto flanqueado por pilastras dóricas y coronado por una hornacina con un frontón con bolas con la imagen de San Bartolomé en piedra. Esta fachada clasicista fue levantada por Antonio de Salbán y Juan Ramos, tal como indica el padre fray Francisco de los Santos. Junto a la portada se une la única torre construida, de cinco cuerpos separados por impostas y pilastras planas. La torre tiene actualmente un almenado, pero es un elemento añadido en el siglo XX, quizá para dotarla de un cierto carácter medieval, y que la torre nunca tuvo. Esta es la iglesia que finalmente se construyó y la que ha llegado, de forma ruinosa, hasta nuestros días.

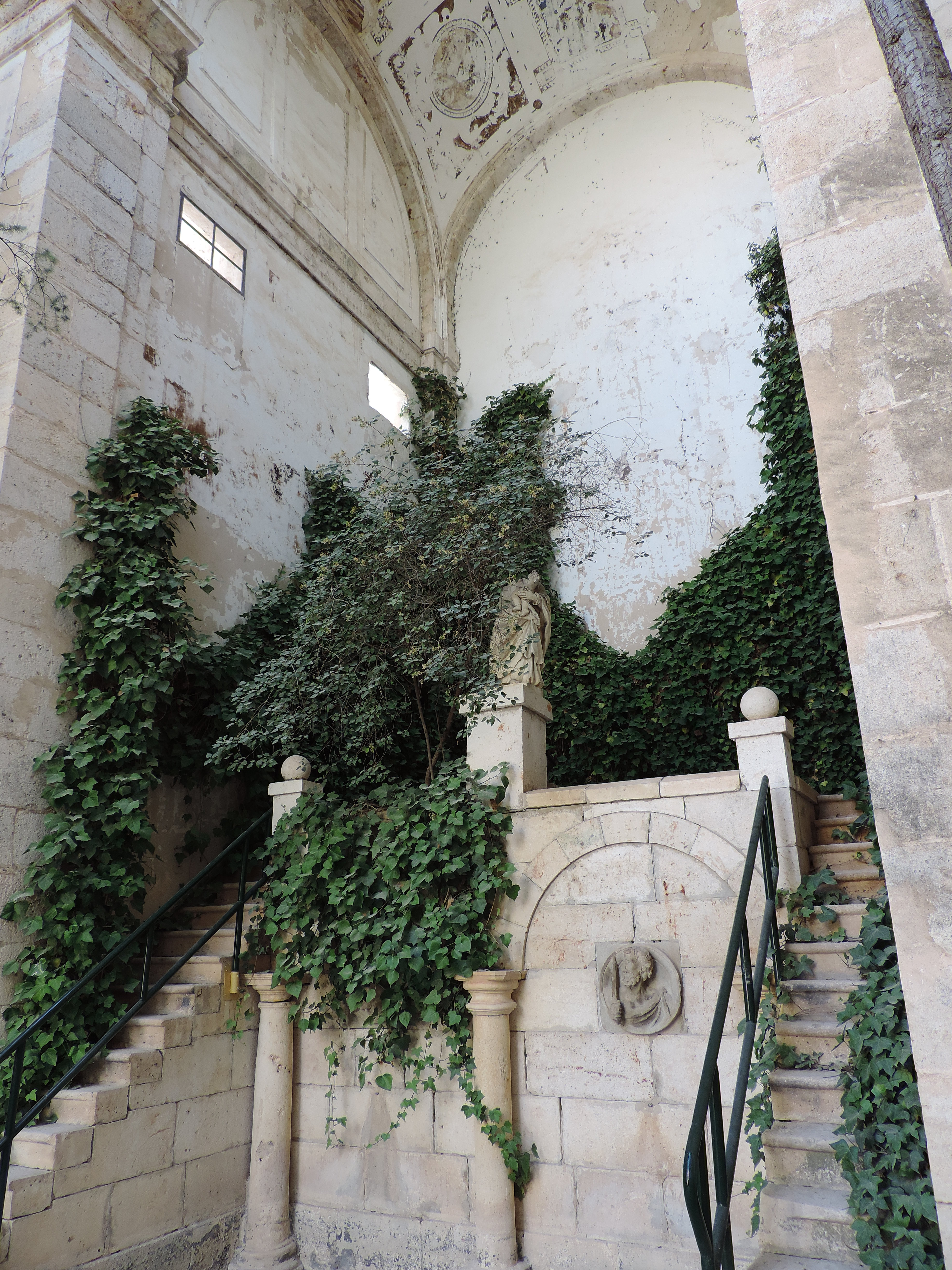
Altar elevado de la iglesia del monasterio de Lupiana

Se habla de Francisco de Mora como posible arquitecto, teniendo en cuenta que fue él quien diseñó la nueva sala capitular hacia 1598, algo que no es posible porque Mora falleció en 1610. También se ha barajado la posibilidad del propio Alvarado o incluso de Francisco de Praves, algo más probable pues las obras parece que terminaron hacia 1615. Pese a que no se conozca aún el arquitecto, si conocemos quién fue el que decoró los frescos de las bóvedas de la iglesia. Hacia 1630 los frailes encargaron a Rómulo Cincinato, que anteriormente había trabajado en el palacio del Infantado para el V duque del Infantado, la ornamentación de las bóvedas y lunetos de la iglesia. 
La iglesia se mantuvo en pie a lo largo de los siglos hasta que sufrió un derrumbe en 1929 y ante la ruina inminente se decidió derribar todas las techumbres. De la iglesia quedan todavía los muros perimetrales, los arcos de acceso a las capillas, la propia capilla mayor y la fachada. Pese a que ya no existían, aún es posible apreciar restos de la decoración pictórica de Rómulo Cincinato en pilastras, entablamentos y algún arranque de las bóvedas.

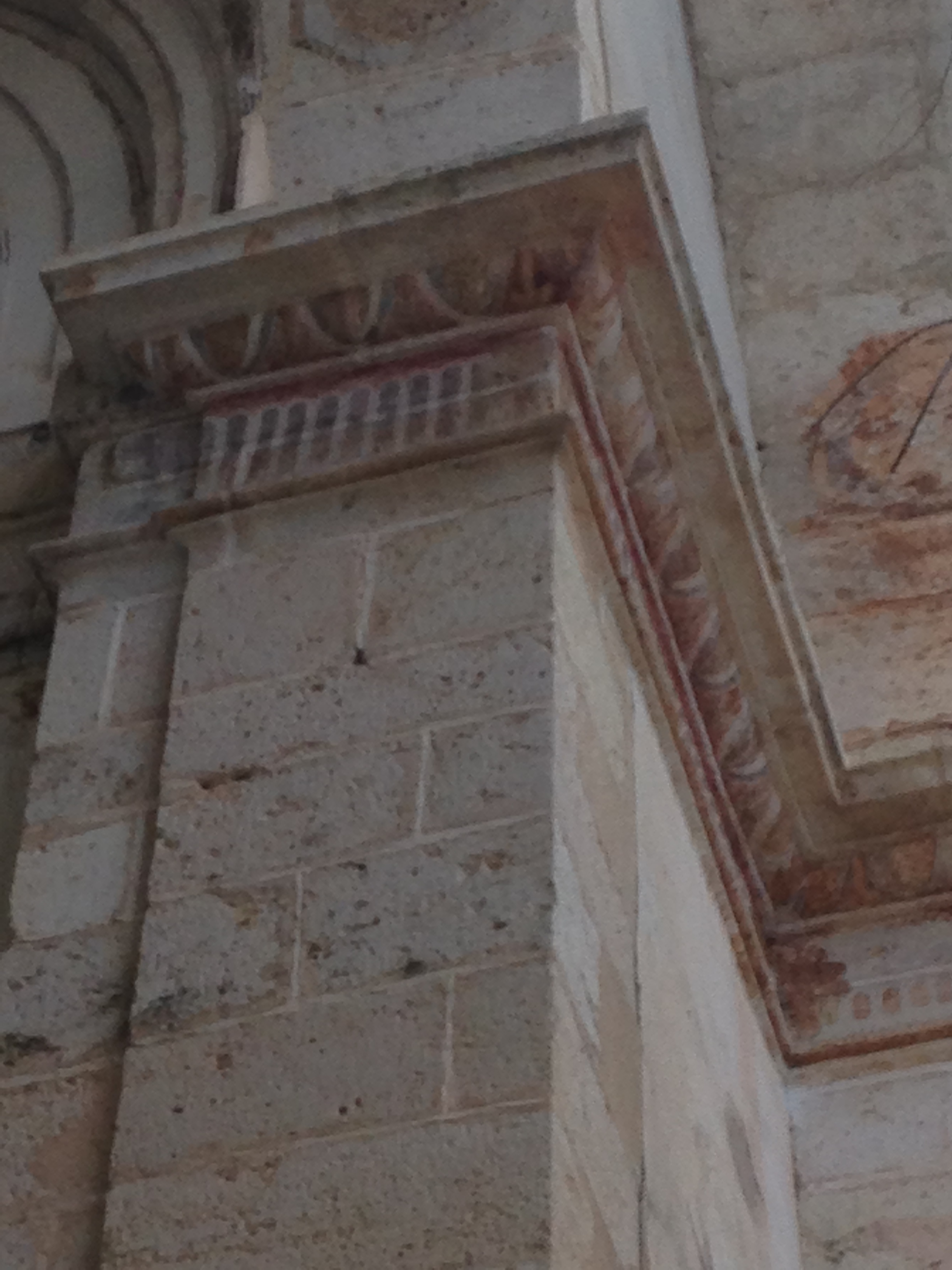
Pilastra de la iglesia con restos de policronía
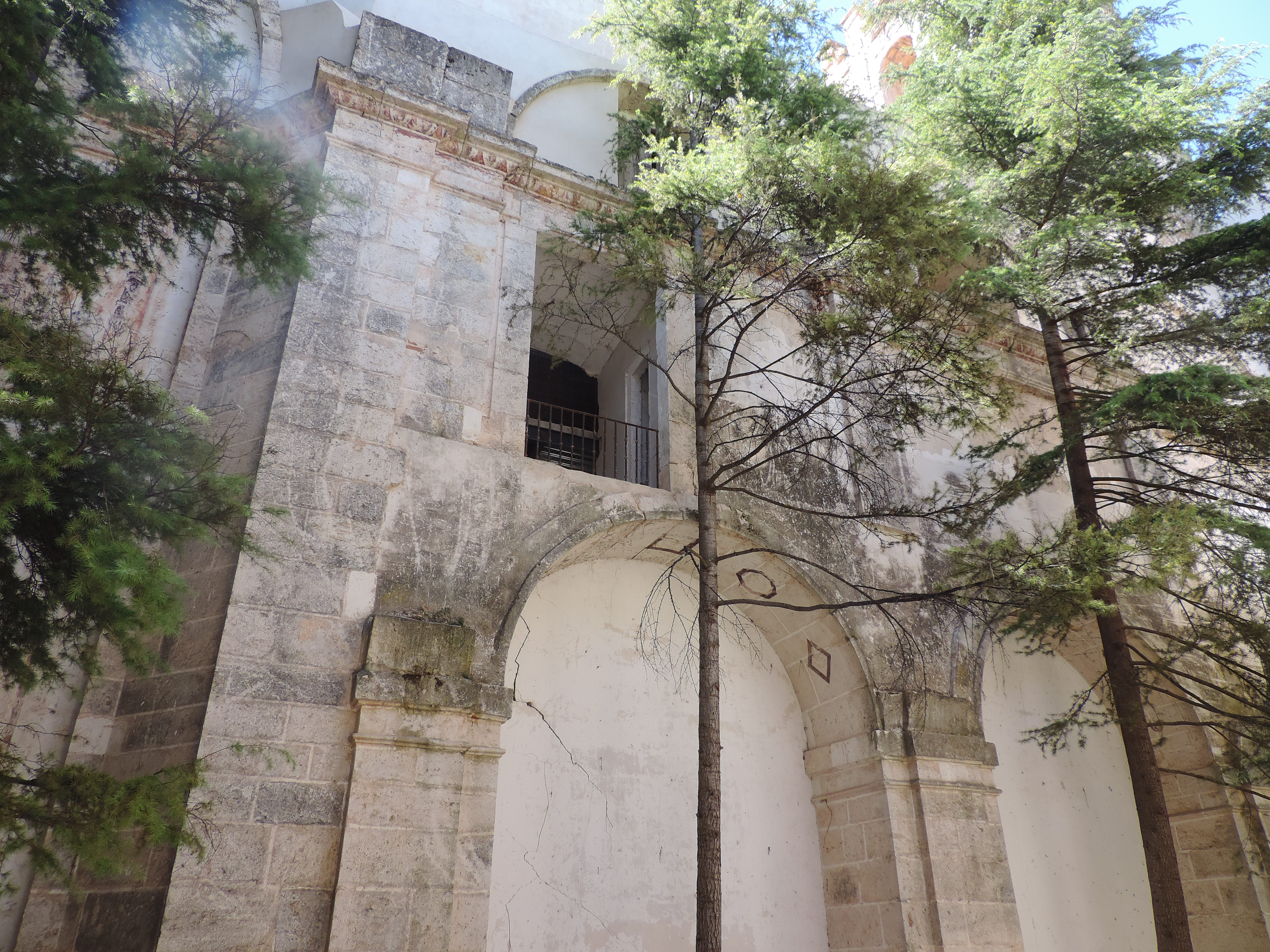
Arcos de acceso a las capillas.
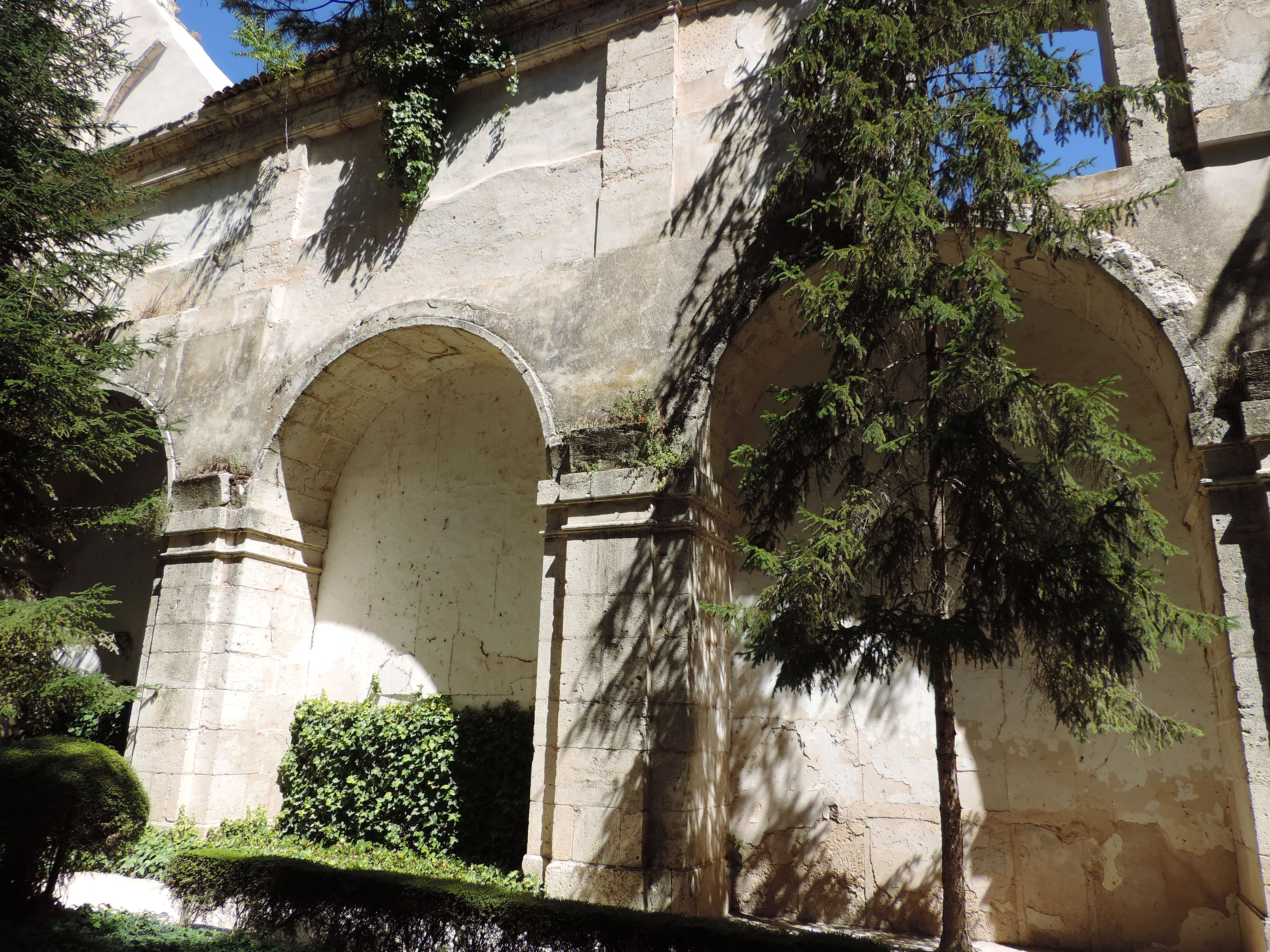
Muros de la iglesia.
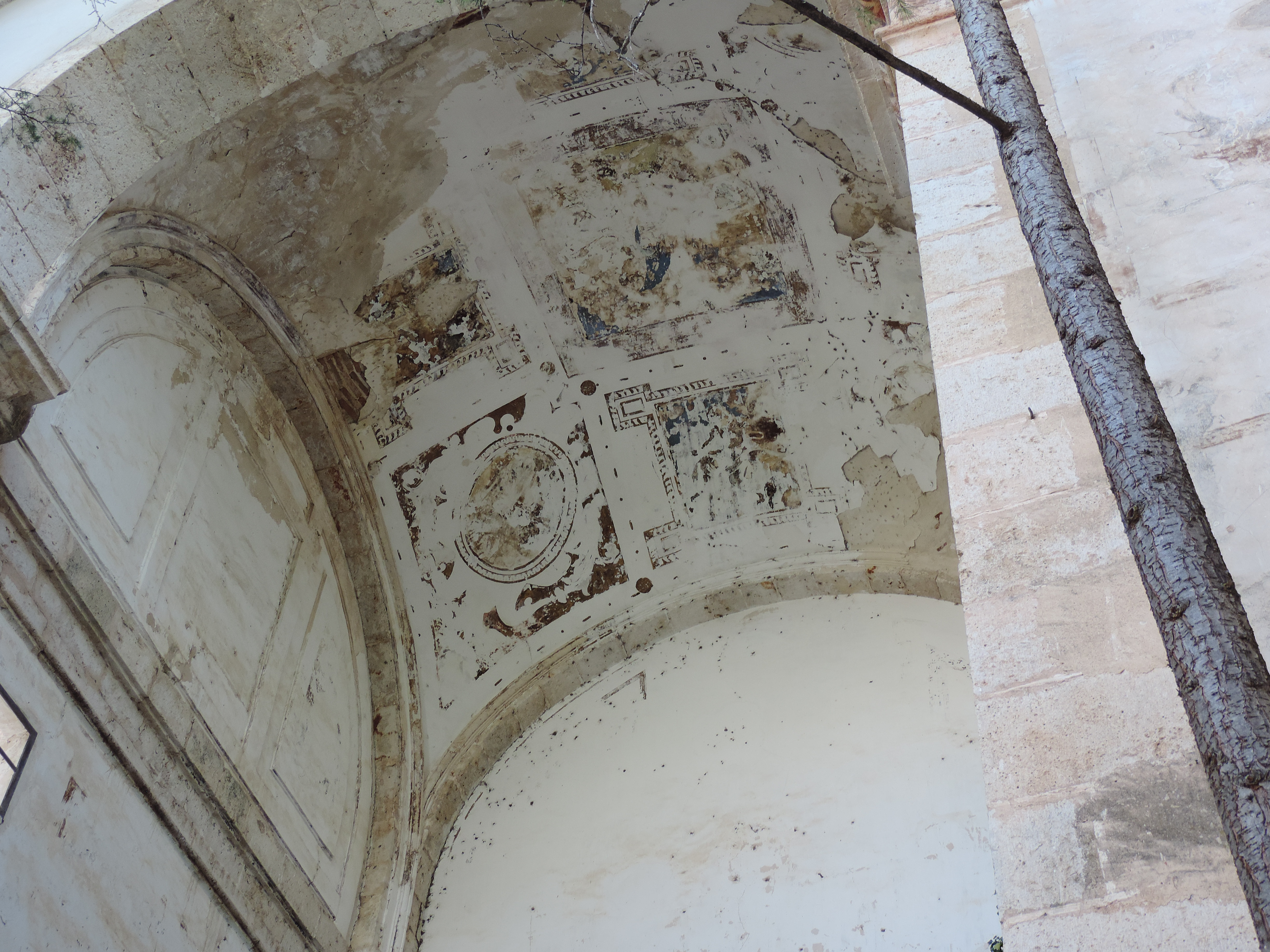
Restos de los frescos de Cincinato en la capilla mayor.

## Patrimonio existente
De época gótica solo se ha conservado parte de la sillería de la iglesia y el sepulcro de Aldonza de Mendoza, hermanastra de Íñigo López de Mendoza, el I marqués de Santillana, y que se conserva actualmente en el palacio del Infantado de Guadalajara, sede del Museo Provincial de Guadalajara. Este museo custodia además lienzos procedentes del monasterio como un Ecce Homo copia de Tiziano y varias obras de Rómulo Cincinato, autor de los desaparecidos frescos de la iglesia, como San Pedro, San Pablo, San Juan Bautista y San Juan Evangelista y San Jerónimo en el estudio. En la iglesia de San Nicolás de Guadalajara se conserva, además, un lavamanos o fuente del siglo XVI. La pila queda encuadrada en un arco escarzano con columnas abalaustradas. El cristo del retablo mayor del monasterio fue comprado por el Ayuntamiento de Guadalajara y actualmente está localizado en el cementerio municipal, denominándose actualmente como Cristo de la Agonía.

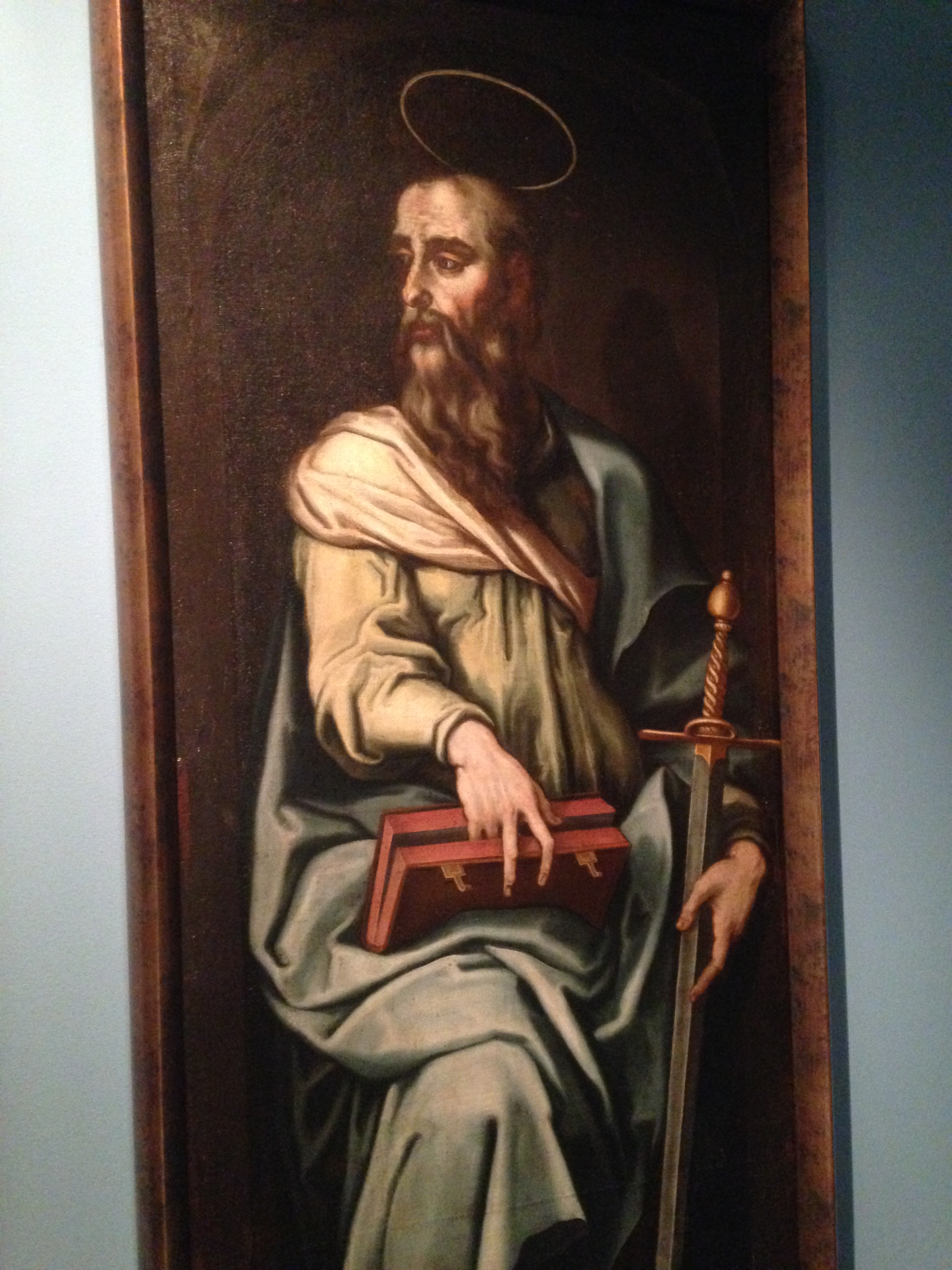
San Pablo de Rómulo Cincinato.
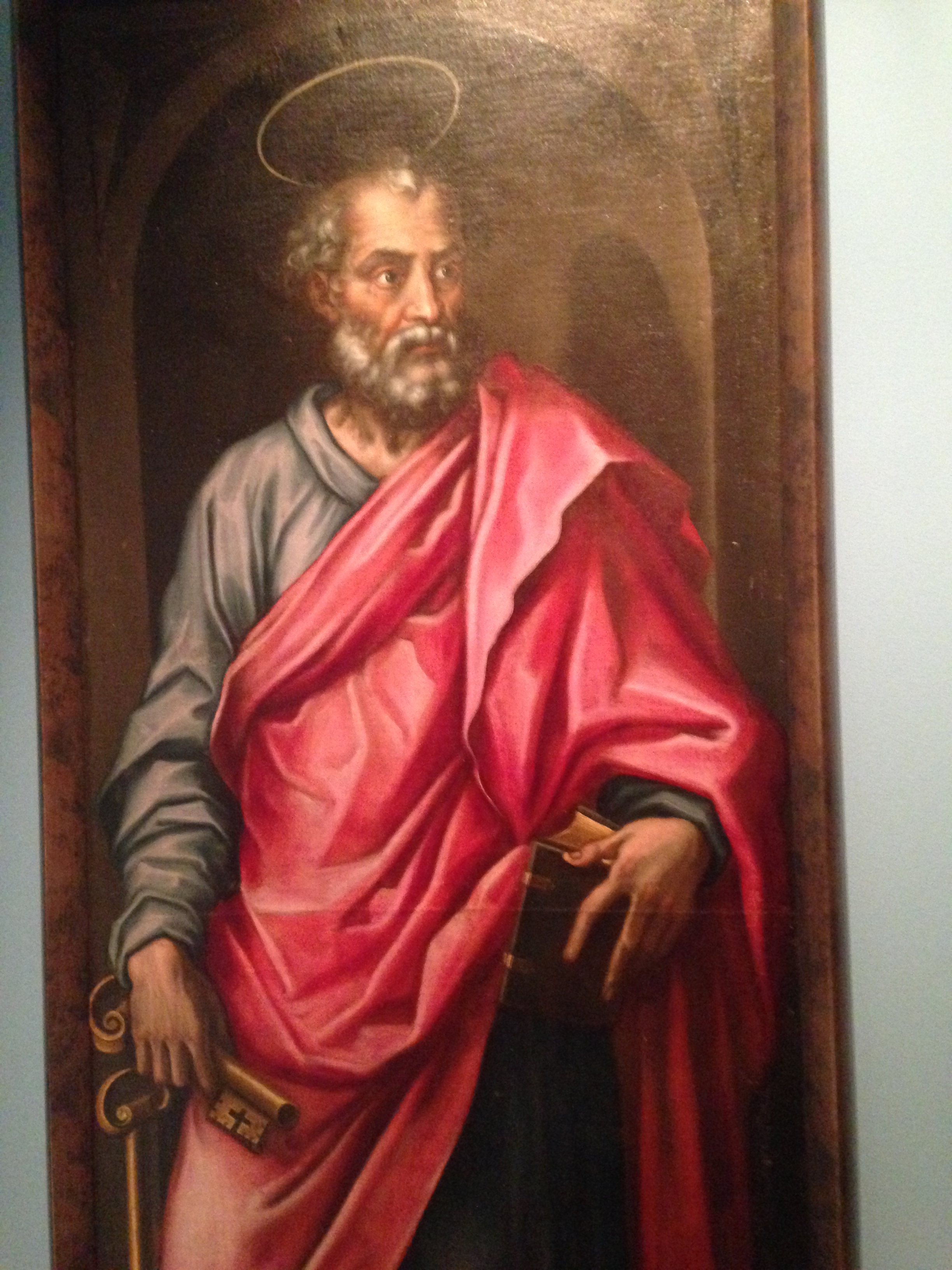
San Pedro de Rómulo Cincinato.
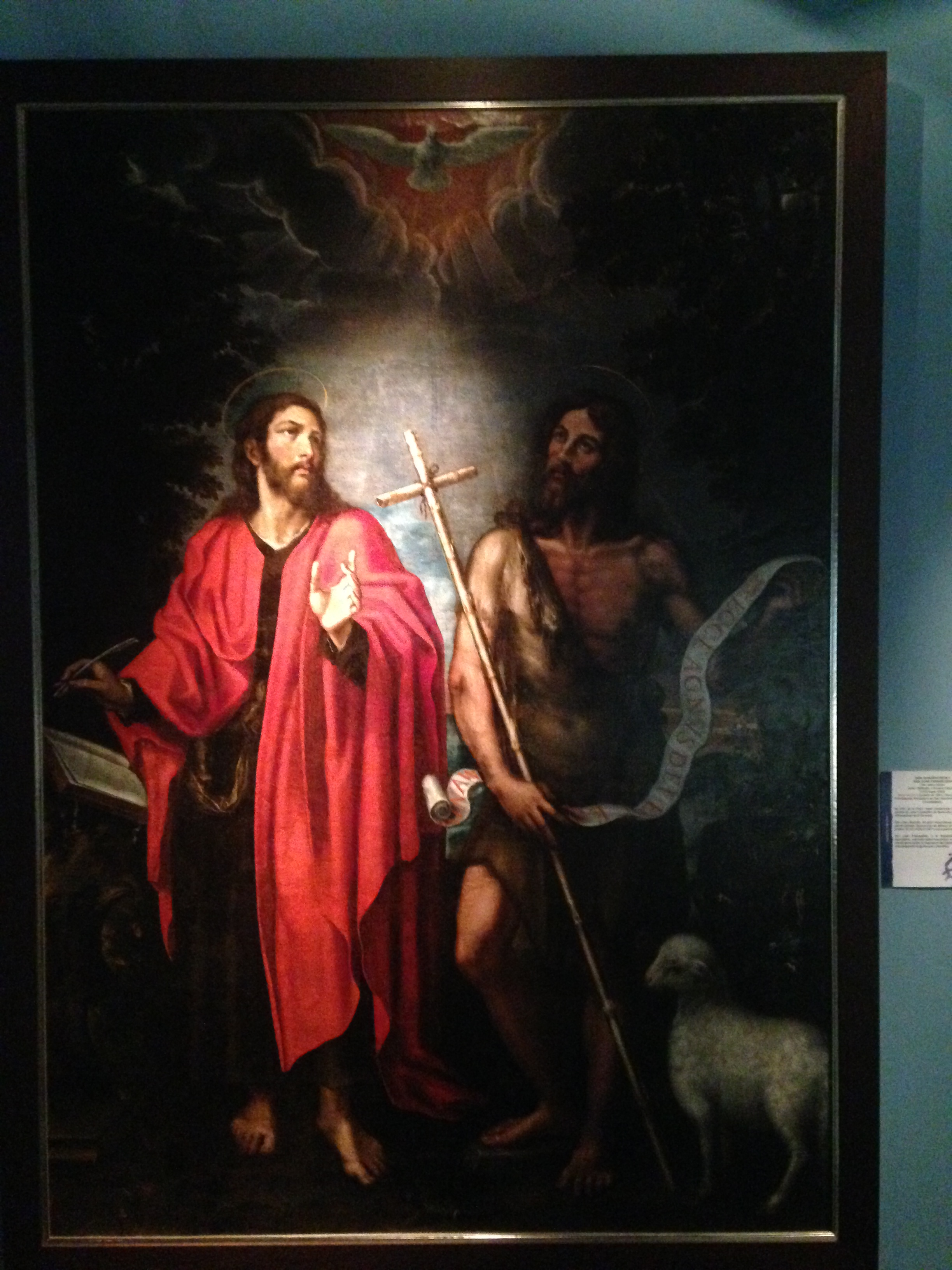
San Juan Bautista y San Juan Evangelista de Rómulo Cincinato.
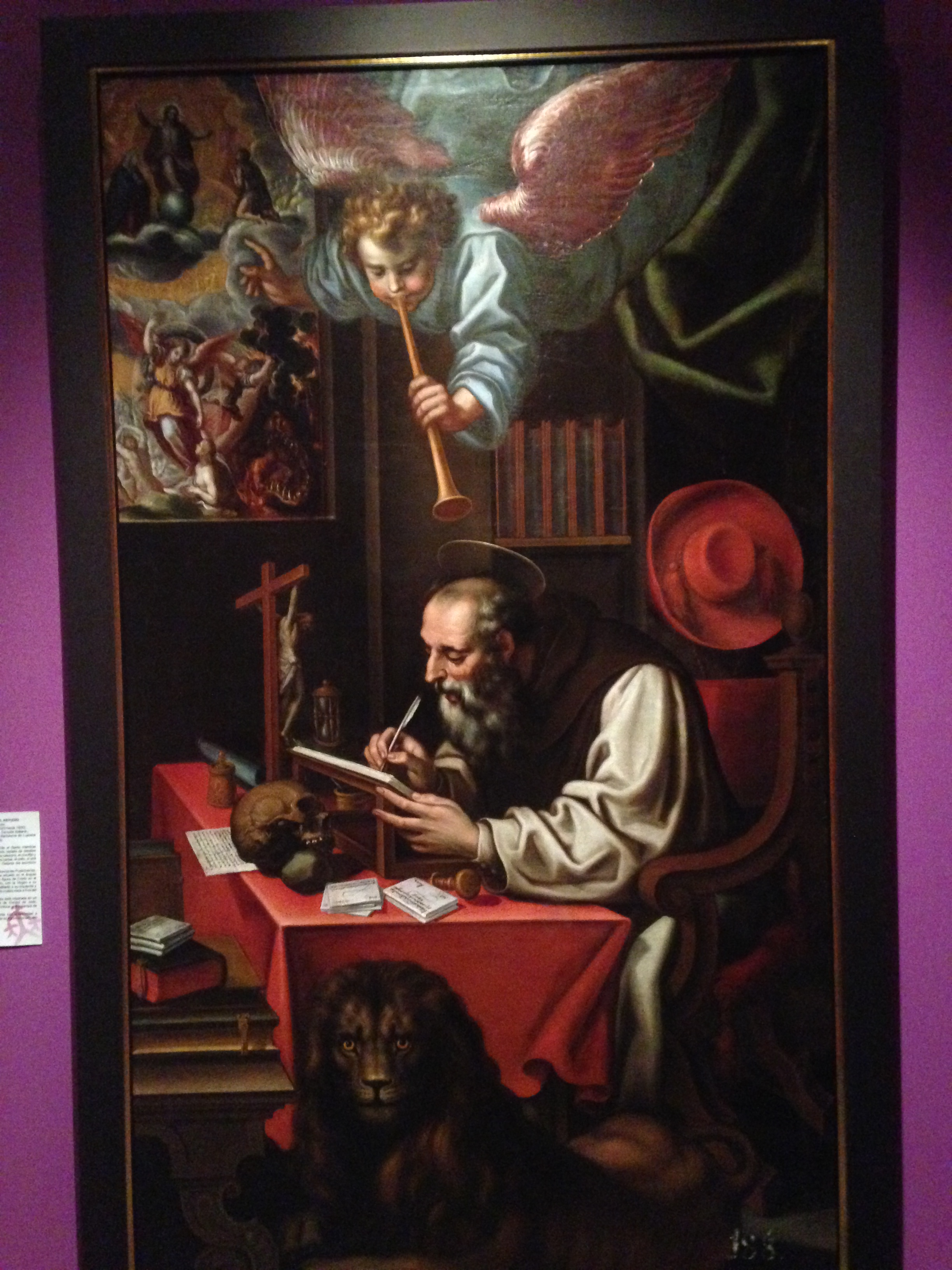
San Jerónimo en su estudio de Rómulo Cincinato.
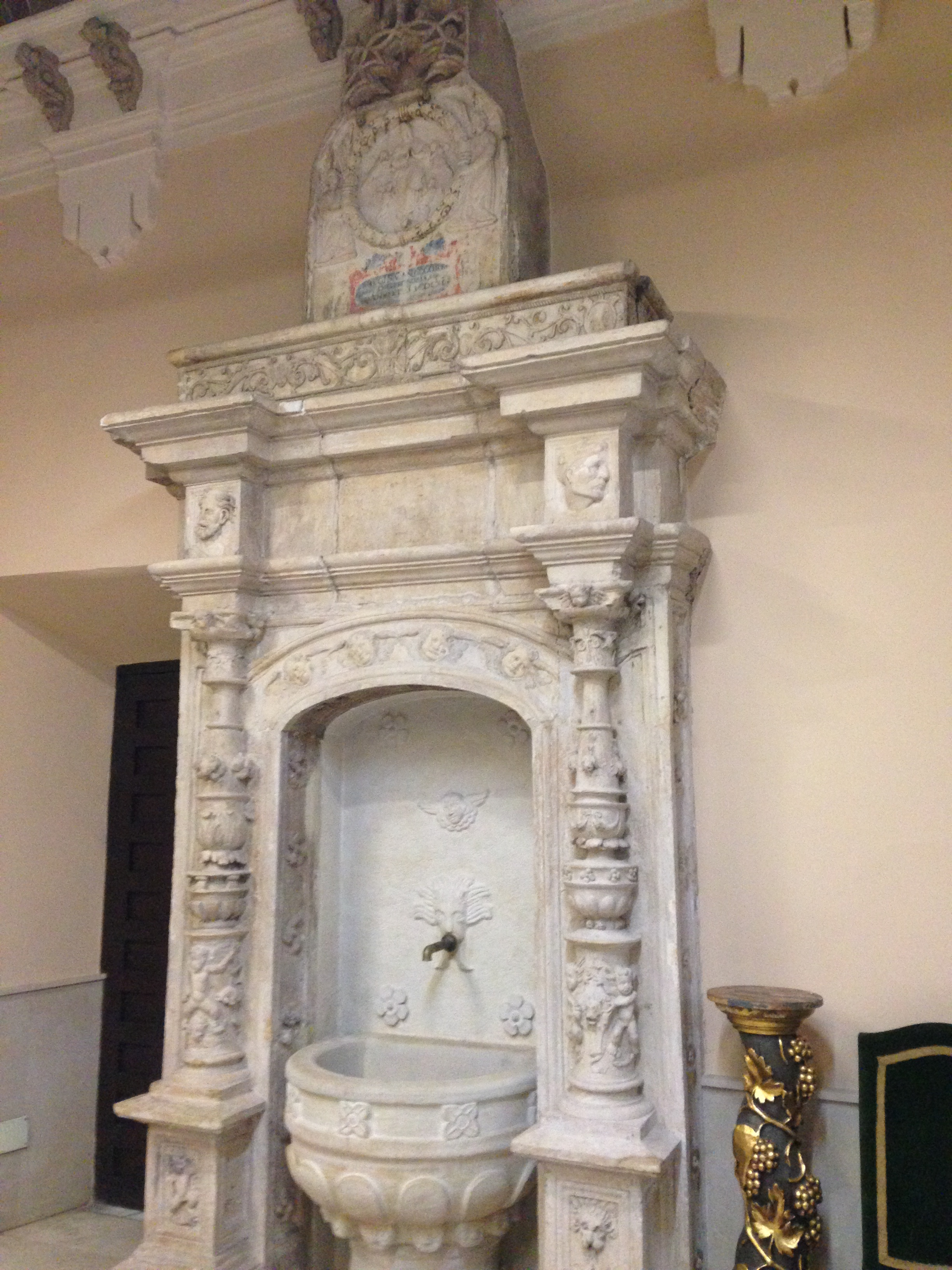
Lavamanos del siglo XVI. Actualmente en la iglesia de San Nicolás de Guadalajara